# Lillsjön (Lits socken, Jämtland, 700766-146907)
Lillsjön är en sjö i Östersunds kommun i Jämtland och ingår i Indalsälvens huvudavrinningsområde. Sjön har en area på 0,169 kvadratkilometer och ligger 277,1 meter över havet. Sjön avvattnas av vattendraget Sännån (Norån).

## Delavrinningsområde
Lillsjön ingår i det delavrinningsområde (700706-146949) som SMHI kallar för Utloppet av Lillsjön. Medelhöjden är 282 meter över havet och ytan är 1,1 kvadratkilometer. Räknas de 33 avrinningsområdena uppströms in blir den ackumulerade arean 370,41 kvadratkilometer. Sännån (Norån) som avvattnar avrinningsområdet har biflödesordning 2, vilket innebär att vattnet flödar genom totalt 2 vattendrag innan det når havet efter 190 kilometer. Avrinningsområdet består mestadels av skog (69 procent). Avrinningsområdet har 0,16 kvadratkilometer vattenytor vilket ger det en sjöprocent på 14,4 procent.